# オニオンスープ

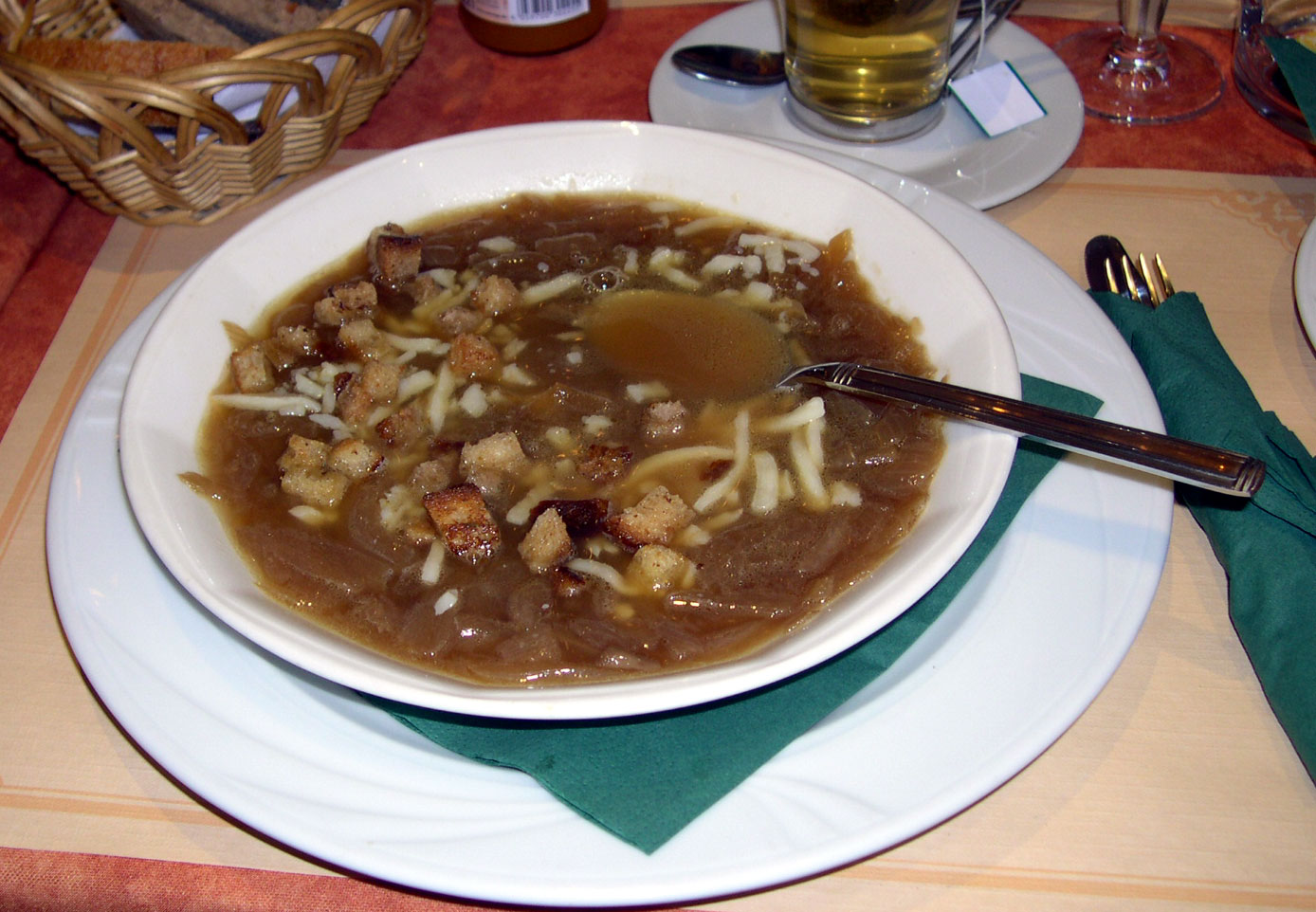
フランス風オニオンスープ

オニオンスープ（英語：onion soup）とは、タマネギを主な素材とした西洋料理のスープの総称である。日本ではタマネギスープともいう。日本でオニオングラタンスープとも呼ばれるフランスのスーパ・ロニョン・グラティネが最も有名である。他にはドイツのツヴィーベルズッペ、イタリアのズッパ・ディ・チポッレ・アル・フォルノ、カラバッチャなどがある。

## フランスのオニオンスープ
フランスのスーパ・ロニョン（フランス語： soupe à l’oignon）は、タマネギをバターや油できつね色になるまでじっくりと炒め、ブイヨンを注いでことことと煮込んだものである。かりっとトーストしたフランスパンの輪切りを一切れスープ皿に入れ、スープを注ぎ、おろしたエメンタールチーズ、グリュイエールチーズまたはパルメザンチーズをふりかけて食べる。家庭ではブイヨンの代わりにポトフの煮汁を転用することもある。
耐熱性の器にスープを注いでからフランスパンを浮かべ、チーズをふりかけてからオーブンに入れ、焼き色がつくまで焼くとスーパ・ロワニョン・グラティネ（soupe à l’oignon gratiné）となる。フランスでは二日酔いに効くと言われる。

## ドイツのオニオンスープ
ツヴィーベルズッペ（ドイツ語：Zwiebelsuppe）は、ドイツ料理の定番スープである。
一般的な材料はタマネギ、水、調味料のみ。まずタマネギを短冊切りまたはみじん切りにし、油をひいた鍋できつね色になるまで炒める。そのまま鍋に湯を流し入れ、煮詰めて、塩・コショウで味付けをする。固形コンソメなども味付けに使われる。チーズや、クルトンを上に載せることもある。様々な料理と相性がいい。
南ドイツ風ツヴィーベルズッペ（Süddeutsche Zwiebelsuppe）は、バターできつね色になるまで炒めた刻み玉葱に小麦粉をふりかけてさらに炒め、温めたブイヨンまたは牛乳を注ぎ、ことことと煮てから裏ごしし、温め直してから卵黄とクリームを溶いて加える。

## イタリアのオニオンスープ
エミリア＝ロマーニャ州のズッパ・ディ・チポッレ・アル・フォルノ（イタリア語：zuppa di cipolle al forno）は、薄切りにしたタマネギを肉のブイヨンで煮てから塩・コショウで味をととのえ、耐熱性の器に盛りつけ、炒めタマネギを薄く切ったパンに塗ってかりっと焼いたクロスティーニを作って浮かべ、おろしたパルミジャーノ・レッジャーノをふりかけてオーブンに入れ、チーズが溶けて表面に焼き色がつくまで焼いたものである。
トスカーナ州のカラバッチャ（carabaccia）は、パンチェッタ、オリーブ・オイル、刻んだセロリ、ニンジン、バジリコを合わせてきつね色になるまで炒めてソフリットを作り、刻みタマネギと塩を加えて弱火でじっくりと炒め、次に辛口の白ワイン、ブイヨン、グリーンピースを加えて弱火で煮込み、おろしたパルミジャーノ・レッジャーノを加えて数分置いてから、パンを一切れ入れた器に注いで供する。
イタリアでは、イタリアのタマネギのスープがカトリーヌ・ド・メディシスの輿入れに伴ってフランスに伝えられ、スーパ・ロワニョンの原型となったと言われている。